# Rajon Wyschnyzja
Rajon Wyschnyzja (ukrainisch Вижницький район/Wyschnyzkyj rajon; russisch Вижницкий район/Wischnizki rajon, rumänisch Raionul Vijniţa) ist ein Rajon in der Oblast Tscherniwzi, in der West-Ukraine.

## Geographie
Das Zentrum des Rajons ist die Stadt Wyschnyzja, im Norden grenzt der Rajon an den Rajon Kolomyja (in der Oblast Iwano-Frankiwsk), im Osten an den Rajon Tscherniwzi, im Süden an Rumänien, im Südwesten an den Rajon Werchowyna (Oblast Iwano-Frankiwsk) sowie im Nordwesten an den Rajon Kossiw (Oblast Iwano-Frankiwsk).

## Geschichte
Der Rajon wurde am 17. Januar 1940 nach der Besetzung der Nordbukowina durch die Sowjetunion als Teil der Ukrainischen SSR errichtet. Mehr als 98 Prozent der Einwohner gaben 2001 ihre Nationalität mit ukrainisch an.
Am 11. Februar 2005 wurde das bis dahin den Namen Lukiwzi (Луківці) tragende Dorf in Lukawzi umbenannt.
Am 17. Juli 2020 kam es im Zuge einer großen Rajonsreform zur Auflösung des alten Rajons und einer Neugründung unter Vergrößerung des Rajonsgebietes um die Rajone Putyla und Teile des Rajons Kizman.

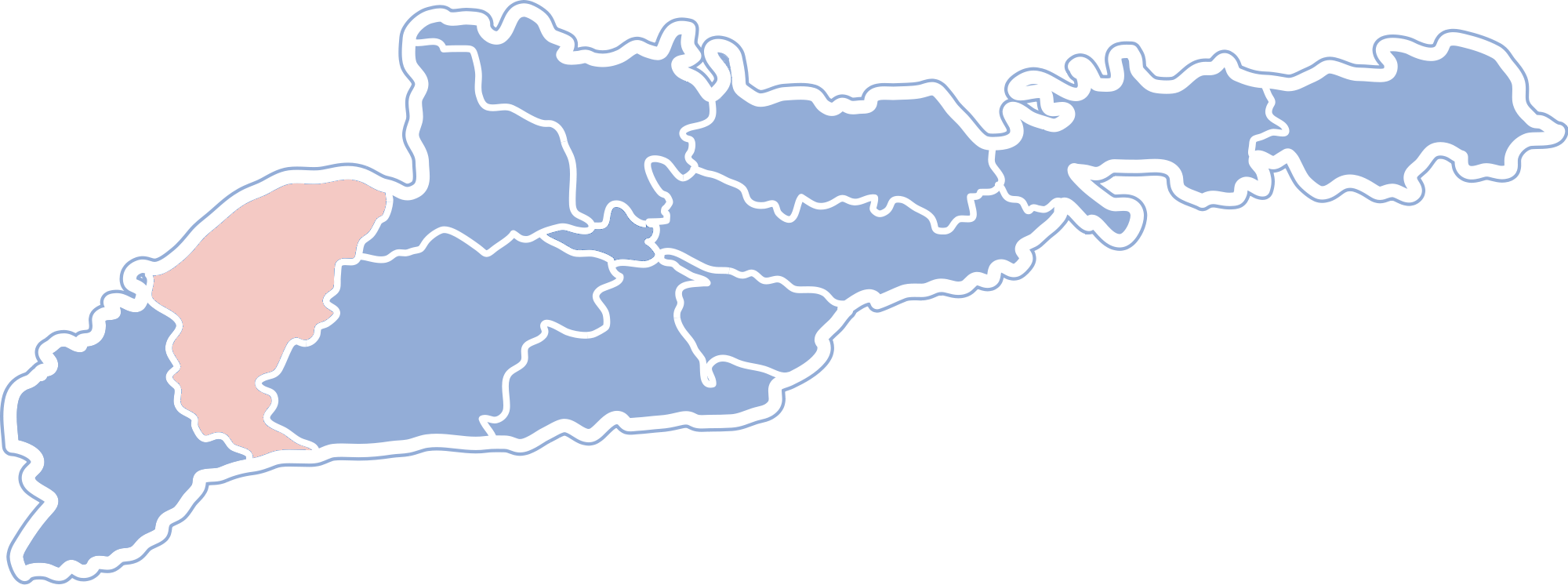
Rajonsgebiet bis Juli 2020
Rajonsgebiet ab Juli 2020

## Administrative Gliederung
Auf kommunaler Ebene ist der Rajon in 9 Hromadas (2 Stadtgemeinden, 2 Siedlungsgemeinden und 5 Landgemeinden) unterteilt, denen jeweils einzelne Ortschaften untergeordnet sind.
Zum Verwaltungsgebiet gehören:
- 2 Städte
- 2 Siedlungen städtischen Typs
- 91 Dörfer

Die Hromadas sind im Einzelnen:
- Stadtgemeinde Waschkiwzi
- Stadtgemeinde Wyschnyzja
- Siedlungsgemeinde Berehomet
- Siedlungsgemeinde Putyla
- Landgemeinde Banyliw
- Landgemeinde Brusnyzja
- Landgemeinde Konjatyn
- Landgemeinde Seljatyn
- Landgemeinde Ust-Putyla

Zuvor waren es 2 Stadtratsgemeinden, 1 Siedlungsratsgemeinde und 14 Landratsgemeinden, denen jeweils einzelne Ortschaften untergeordnet waren.
Zum Verwaltungsgebiet gehörten:
- 2 Städte
- 1 Siedlung städtischen Typs
- 31 Dörfer

### Städte
| Städte                   | Städte     | Städte                | Städte              | Städte     |
| Name                     | Name       | Name                  | Name                | Name       |
| ukrainisch transkribiert | ukrainisch | russisch              | rumänisch           | deutsch    |
| ------------------------ | ---------- | --------------------- | ------------------- | ---------- |
| Waschkiwzi               | Вашківці   | Вашковцы (Waschkowzy) | Văşcăuţi-pe-Ceremuş | Waschkoutz |
| Wyschnyzja               | Вижниця    | Вижница (Wischniza)   | Vijniţa             | Wiżnitz    |

### Siedlung städtischen Typs
| Siedlungen städtischen Typs | Siedlungen städtischen Typs | Siedlungen städtischen Typs | Siedlungen städtischen Typs | Siedlungen städtischen Typs |
| Name                        | Name                        | Name                        | Name                        | Name                        |
| ukrainisch transkribiert    | ukrainisch                  | russisch                    | rumänisch                   | deutsch                     |
| --------------------------- | --------------------------- | --------------------------- | --------------------------- | --------------------------- |
| Berehomet                   | Берегомет                   | Берегомет (Beregomet)       | Berhomete pe Siret          | Berhometh                   |

### Dörfer
| Dörfer                   | Dörfer          | Dörfer                             | Dörfer                                | Dörfer              | Dörfer             |
| Name                     | Name            | Name                               | Name                                  | Name                | Gemeindezuordnung  |
| ukrainisch transkribiert | ukrainisch      | russisch                           | rumänisch                             | deutsch             | Gemeindezuordnung  |
| ------------------------ | --------------- | ---------------------------------- | ------------------------------------- | ------------------- | ------------------ |
| Babyne                   | Бабине          | Бабино (Babino)                    | Babin                                 | Babin               | Karaptschiw        |
| Bahna                    | Багна           | Багна (Bagna)                      | Bahna                                 | Bahna               | Bahna              |
| Banyliw                  | Банилів         | Банилов (Banilow)                  | Bănila pe Ceremuş                     | Russisch Banilla    | Banyliw            |
| Bereschnyzja             | Бережниця       | Бережница (Bereschniza)            | Berejniţa                             | Bereznica           | Banyliw            |
| Bereschonka              | Бережонка       | Бережонка                          | Berejonca                             | –                   | Korytne            |
| Dolischnij Schepit       | Долішній Шепіт  | Долишний Шепот (Dolischni Schepot) | Şipotele pe Siret, Şipotele Siretului | Schipoth            | Dolischnij Schepit |
| Falkiw                   | Фальків         | Фальков (Falkow)                   | Falcău                                | Falkeu              | Dolischnij Schepit |
| Ispas                    | Іспас           | Испас                              | Ispas                                 | Ispas               | Ispas              |
| Karaptschiw              | Карапчів        | Карапчов (Karaptschow)             | Carapciu pe Ceremuş                   | Karapcziu           | Karaptschiw        |
| Korytne                  | Коритне         | Корытно (Korytno)                  | Vilaucea                              | Willawcze           | Korytne            |
| Kybaky                   | Кибаки          | Кибаки (Kibaki)                    | Chibachi                              | Kibak               | Milijewe           |
| Leketschi                | Лекечі          | Лекечи                             | Lecheci                               | Lekecze             | Dolischnij Schepit |
| Lopuschna                | Лопушна         | Лопушна                            | Lăpuşna                               | Lopuschna           | Dolischnij Schepit |
| Lukawzi                  | Лукавці         | Лукавцы (Lukawzy)                  | Lucavăţ                               | Lukawetz am Sereth  | Lukawzi            |
| Lypowany                 | Липовани        | Липованы (Lipowany)                | Lipoveni                              | Lipoweny            | Lukawzi            |
| Majdan                   | Майдан          | Майдан (Maidan)                    | Maidan-Ispas                          | Majdan              | Ispas              |
| Majdan                   | Майдан          | Майдан (Maidan)                    | Maidan-Lucavăţ                        | Lukawetz-Majdan     | Lukawzi            |
| Milijewe                 | Мілієве         | Милиево (Milijewo)                 | Milie                                 | Millie              | Milijewe           |
| Myhowe                   | Мигове          | Мигово (Migowo)                    | Mihova                                | Mihowa              | Myhowe             |
| Samostja                 | Замостя         | Замостье (Samostje)                | Zamostea                              | Zamostie/Zamosce    | Samostja           |
| Saritschtschja           | Заріччя         | Заречье (Saretschje)               | Zaricicea                             | ?                   | Berehomet          |
| Serednij Majdan          | Середній Майдан | Средний Майдан (Sredni Maidan)     | Maidanul de Mijloc                    | Mihowa-Majdan       | Milijewe           |
| Sloboda-Banyliw          | Слобода-Банилів | Слобода-Банилов (Sloboda-Banilow)  | Slobozia Bănilei                      | Slobodzia-Banilla   | Sloboda-Banyliw    |
| Tschereschenka           | Черешенька      | Черешенка                          | Cireşel                               | Czereszenka         | Tschereschenka     |
| Tschornohusy             | Чорногузи       | Черногузы (Tschernogusy)           | Ciornohuzi                            | Czornohuzy          | Tschornohusy       |
| Waly                     | Вали            | Валы                               | Valea                                 | –                   | Karaptschiw        |
| Wachniwzi                | Вахнівці        | Вахновцы (Wachnowzy)               | Vahnăuți                              | Wachniewa           | Lukawzi            |
| Welyke                   | Велике          | Великое (Welikoje)                 | Mega                                  | Mega                | Myhowe             |
| Wowtschynez              | Вовчинець       | Волчинец (Woltschinez)             | Volcineţ                              | Wolczynetz          | Lukawzi            |
| Woloka                   | Волока          | Волока                             | Voloca pe Ceremuș                     | Woloka am Czeremosz | Waschkiwzi         |
| Wyschenka                | Виженка         | Виженка (Wischenka)                | Vijnicioara                           | Wiżenka             | Wyschenka          |